# Projekt 940 Lenok
Projekt 940 Lenok (ryska: Ленки (asiatisk öring) NATO-rapporteringsnamn India-klass) var en sovjetisk ubåtsklass avsedd att agera moderubåt för två stycken ubåtsräddningsfarkoster.

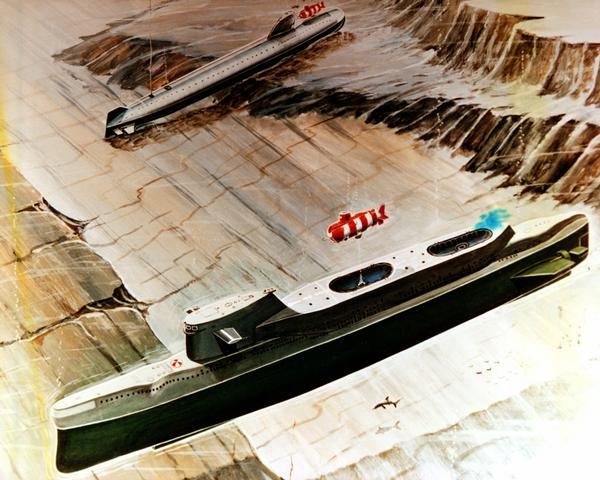
En grafisk framställning av en Lenok-klass ubåt som undsätter en sjunken Kit-klass ubåt.

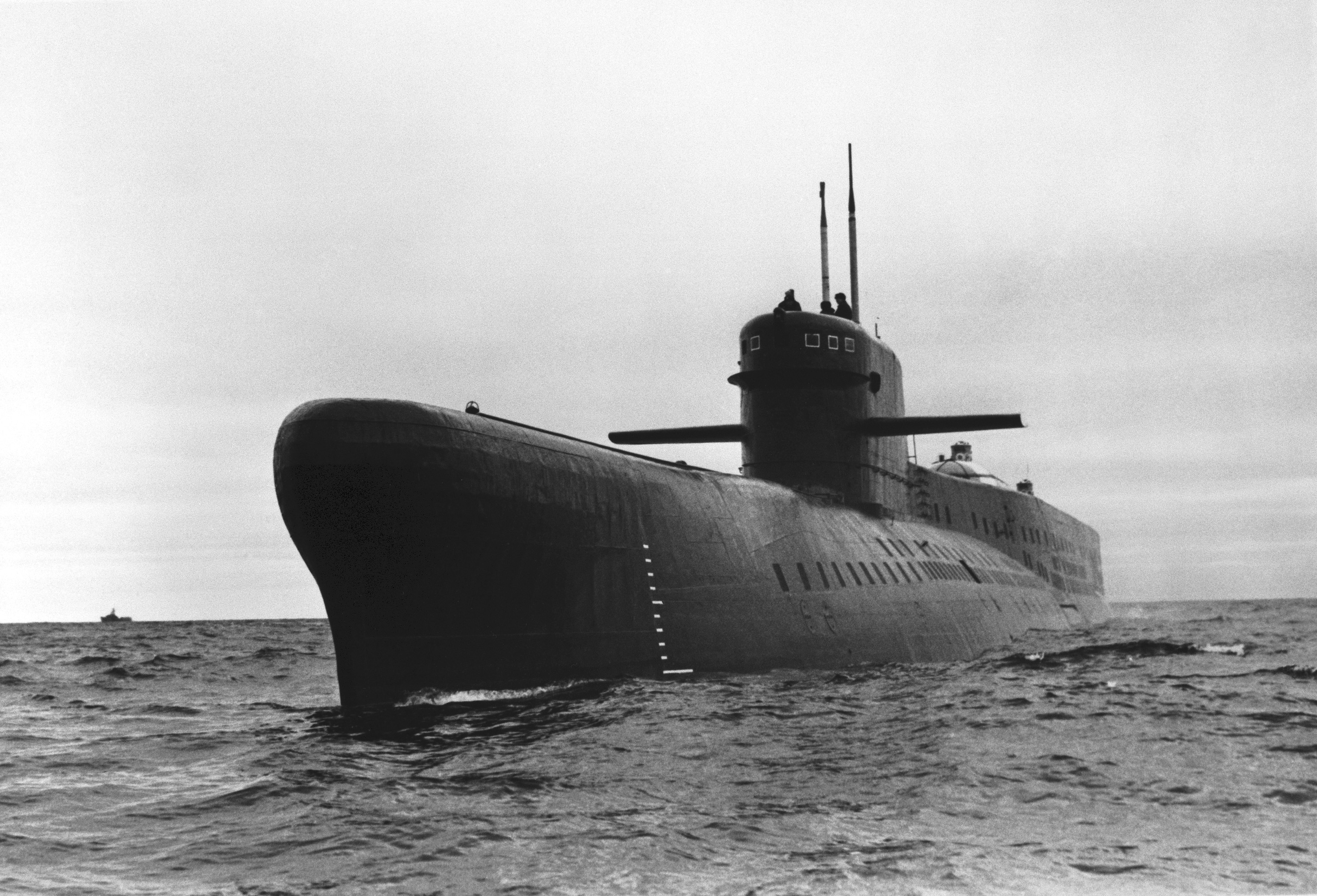
En Lenok-klass ubåt sedd från babords bog. De två räddningsfarkosterna kan skymtas bakom tornet.

## Utveckling
På 1960-talet började man i sovjetmarinen att se behovet av en dedicerad räddningsubåt som kunde lokalisera en sjunken ubåt och undsätta besättningen med hjälp av räddningsfarkoster. Tidigare hade räddnings- och bärgningsuppdrag utförts av ytfartyg, men deras insatser var känsliga för dåligt väder. 1967 fattade därför Sovjetunionens ministerråd beslut om att en räddningsubåt skulle byggas. Ubåten påbörjades 22 februari 1974 och sjösattes 7 september 1975. Under åren 1976–1978 genomföres en rad tester och övningar där man bland annat förde över besättningen från en annan ubåt, bärgade en sänkt ubåt samt bärgade andra föremål från botten. Efter testprogrammet beslutades att ytterligare en ubåt skulle byggas.

## Konstruktion
Lenok-klassubåtarna har dubbelskrov där det yttre skrovet har en ”puckelrygg” med plant däck akter om tornet. Däcket har två avlånga bassänger för förtöjning av miniubåtar. Ubåten är indelad i åtta vattentäta sektioner.
1. Officersmäss, kaptens hytt och förläggning.
2. Kontrollrum och kommunikationsutrustning.
3. Livsmedelsförråd och förläggning.
4. Dykutrustning, tryckkammare och luftsluss.
5. Pentry och matsal.
6. Dieselmotorrum.
7. Elmotorrum.
8. Sjukvårdssektion med operationssal.

Ubåten är utrustad med lågfrekvenssonar MG-10M Kola, högfrekvenssonar MG-519 Arfa-M och sidescan sonar MGA-5 Kriljon. Dessutom akustiska system för undervattenskommunikation MG-15 Svijaga och MG-25 Gamma-P samt speciella dopperekolod för att med stor noggrannhet bestämma ubåtens fart över botten. Ubåten har också elva TV-kameror med strålkastare för optisk bottenundersökning.
Ubåten har en högtryckspump med anslutningar på utsidan av formskrovet där dykare kan ansluta slangar med vattenjetmunstycken som används för att gräva tunnlar för bärgningskablar under sjunkna fartyg.

## Fartyg i klassen

### BS-486
Påbörjad: 22 februari 1974, Sjösatt: 7 september 1975, Tagen i tjänst 30 juni 1976 i Stillahavsflottan

Ubåten hade från början beteckningen S-486, men omklassades i augusti 1977 till stor räddningsubåt (Bolsjujo Spasatelnujo) och fick beteckningen BS-486. Under 1978 genomförde hon två bärgningsuppdrag. I mars bärgades en helikopter som gått överbord från kryssaren Admiral Senjavin och i oktober bärgades robotarna från en förolyckad Murena-klass ubåt. För sina insatser tilldelades varje besättningsmedlem ett signerat exemplar av Sovjetunionens konstitution. 1980 bärgades en Jak-38 och kvarlevorna av piloten. 9 juni 1980 tilldelades ubåten namnet Komsomolets Uzbekistan. Sovjetiska ubåtar bar vid den här tiden normalt sett inte några namn, endast de ubåtar som utmärkt sig fick bära namn som ett hederstecken. I oktober 1981 bärgades sex besättningsmän från den sjunkna ubåten S-178. Det var första gången någonsin som besättningen på en sjunken ubåt räddats av räddningsfarkoster från en annan ubåt. I mars 1987 bärgades den förolyckade ubåten K-332. I januari 1992 placeras hon i malpåse på grund av bristande underhåll för att avrustas 1995 och slutligen skrotas år 2000.

### BS-257
Påbörjad: 23 februari 1978, Sjösatt: 27 maj 1979, Tagen i tjänst 1 september 1979 i Norra flottan

1980 till 1987 genomförde BS-257 bärgningsarbete på fartyg från Konvoj PQ 17 som sänktes 1942 varvid en del värdefull last bärgades. Under en av dykningarna förolyckades dykaren Basil Bondarenko som postumt tilldelades Röda stjärnans orden. I början av 1994 var både ubåten och dykutrustningen i så dåligt skick att all verksamhet ställdes in. Hon avrustades 1996 och skrotades 2005.